# Alfons Moliné i del Castillo
Alfons Moliné i del Castillo   (Terrassa, 2 d'agost de 1961) és un assagista de còmics i animació català. Després d'estudiar Arts aplicades, en 1987 va començar a treballar com a animador i intercalador en diverses produccions d'animació, destacant "Desperta Ferro" (1990), "Fievel va a l'Oest" (An Americal Tail: Fievel Goes West, 1991), Les tres bessones (1995), "Jack, rei de l'Amazones" (Jungeldyret Hugo: Det store filmstjern, 1996), "Coco i Drila: El sac màgic de Santa Claus" (1998), "Dragon Hill, el turó del drac" (2002) i "Puerta del tiempo" (2002). A més a més, el 1999 va exercir de secretari de l'agrupació ASIFA-C (Associació Internacional del Film d'Animació) a Catalunya.
En 1992 Moliné va començar a realitzar una sèrie d'articles sobre el manga que van aparèixer en diverses publicacions de l'editorial Planeta De Agostini i que posteriorment servirien de base per a la seva obra "El gran libro de los manga" editat per Glénat el 2002. El 2005 va publicar un segon llibre sobre el tema, però centrat en la figura d'Osamu Tezuka, titulat "Tezuka, memoria y honor", editat per Sins Entido, i el 2010 un tercer, "Rumiko Takahashi, la princesa del manga", a càrrec d'Associació Cultural Còmic Mallorca/Dolmen Editorial.
L'any 2015 Alfons escriu juntament amb Cruz Delgado "¡Eso es todo, amigos!" que parla de l'univers de la Waner Bros. Publicat per Diavolo Ediciones
A més, Moliné també ha escrit altres llibres sobre còmics i animació, destacant "Novaro, el globo infinito" (Sins Entido, 2007), "Carl Barks, un viento ácrata" (Sins Entido, 2008) i Cuando Daredevil se llamaba Dan Defensor (Diabolo, 2021), a més de realitzar diversos articles sobre aquests temes en periòdics i revistes espanyoles i d'altres països, i de col·laborar en obres col·lectives com "Atlas español de la cultura popular: De la Historieta y su uso", coordinat per Jesús Cuadrado (2 vols., Sins Entido, 2001), "El mundo de Mortadelo y Filemón", de Miguel Fernández Soto (Dolmen Editorial, 2005), "Del tebeo al manga", coordinat per Antoni Guiral (12 vols., Panini Espanya, 2007. Ha exercit així mateix de traductor (de l'anglès, francès i italià) per a diverses editorials de còmics. Com a historietista, és creador d'en Mec, un ocellet filòsof nascut el 1981 com a tira al setmanari català Canigó, posteriorment publicat en altres capçaleres en llengua catalana.